# 土岐市駅

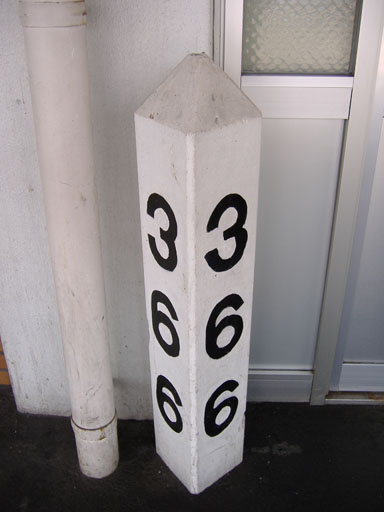
1番線ホームにある366キロポスト（2005年8月）

土岐市駅（ときしえき）は、岐阜県土岐市泉町久尻にある、東海旅客鉄道（JR東海）中央本線の駅である。駅番号はCF13。
運行形態の詳細は「中央線 (名古屋地区)」を参照。

## 歴史
- 1902年（明治35年）12月21日：土岐津駅（ときつえき）として、官設鉄道 多治見 - 中津（現在の中津川）間延伸と同時に開業[1][5]。一般駅[3]。
- 1909年（明治42年）10月12日：線路名称制定。中央西線の所属となる[6]。
- 1911年（明治44年）5月1日：線路名称改定。当駅を含む中央西線が中央本線に編入される[7][8][9]。
- 1922年（大正11年）1月11日：駄知鉄道の新土岐津駅が開業[4]。
- 1928年（昭和3年）3月1日：駄知鉄道の新土岐津駅を国鉄土岐津駅に統合、両社の共同使用駅となる。
- 1944年（昭和19年）3月20日：駄知鉄道が東濃鉄道駄知線となる。
- 1965年（昭和40年）
  - 7月1日：土岐市駅に改称[1]。
  - 10月27日：昭和天皇、香淳皇后が第20回国民体育大会に合わせて県内を行幸啓。土岐市駅発、岐阜駅着のお召し列車が運転[10]。
- 1968年（昭和43年）4月6日：駅舎改築[11]。
- 1974年（昭和49年）10月21日：東濃鉄道駄知線廃止（昭和47年7月豪雨により休止）。
- 1984年（昭和59年）
  - 1月10日：車扱貨物の取扱いを廃止[3]。
  - 2月1日：荷物の取扱いを廃止[3]。
- 1986年（昭和61年）4月1日：みどりの窓口（民営化後の「JR全線きっぷうりば」）を設置[12]。
- 1987年（昭和62年）4月1日：国鉄分割民営化により、東海旅客鉄道の駅となる[3][13]。
- 1992年（平成4年）4月18日：自動改札機を設置[14]
- 2006年（平成18年）11月25日：ICカード「TOICA」の利用が可能となる。

## 駅構造
単式ホーム1面1線と島式ホーム1面2線、計2面3線のホームを持つ地上駅。2つのホームは跨線橋で繋がっている。なお、ホーム中津川方にはエレベーター専用の通路が設けられている。1・3番線が本線で、2番線が副本線である。3番線の北側に車両夜間滞泊用の側線があり、朝晩には名古屋駅と当駅を結ぶ区間列車が設定されている。
駅長は配置されない駅員配置駅（直営駅）であり、多治見駅が当駅を管理する。構内南側、単式ホームに隣接して設置された駅舎の内部にはJR全線きっぷうりばや自動券売機、自動改札機が設置されており、TOICAにも対応している。
1番線ホームには366キロメートルのキロポストがある（ただし、東京駅起点の営業キロは353.7km）。

### のりば
| 番線 | 路線        | 方向 | 行先               | 備考                       |
| ---- | ----------- | ---- | ------------------ | -------------------------- |
| 1    | CF 中央本線 | 上り | 多治見・名古屋方面 |                            |
| 2    | CF 中央本線 | 上り | 多治見・名古屋方面 | 始発列車及び一部の上り列車 |
| 3    | CF 中央本線 | 下り | 中津川・長野方面   |                            |

（出典：JR東海:駅構内図）
かつては、駅舎西側に東濃鉄道駄知線の頭端式ホーム1面1線（旧4番線）があったが、1972年（昭和47年）7月に休止、その後1974年（昭和49年）に廃止された。ホームの跡地は駐車場などに転用されている。

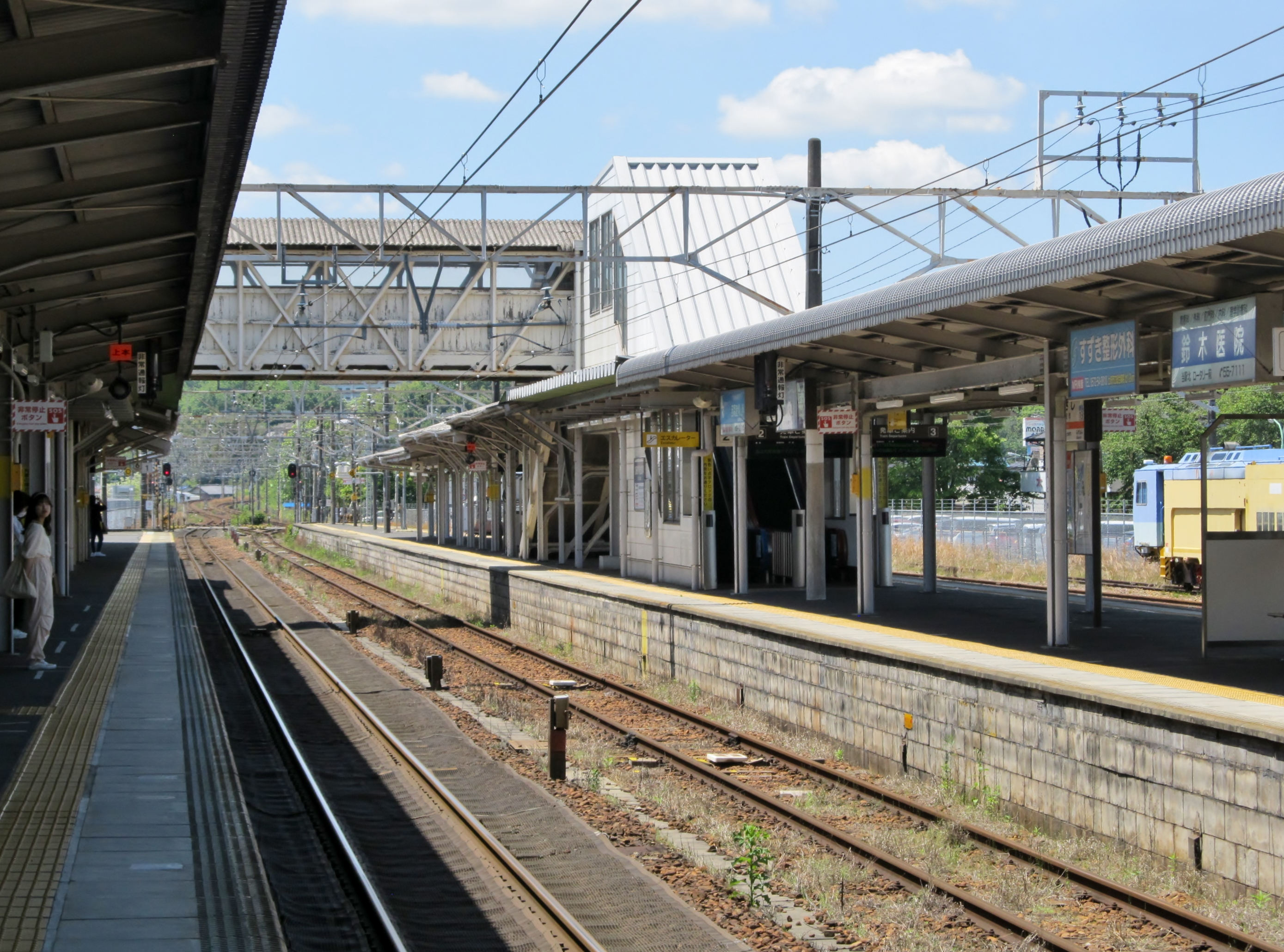
ホーム
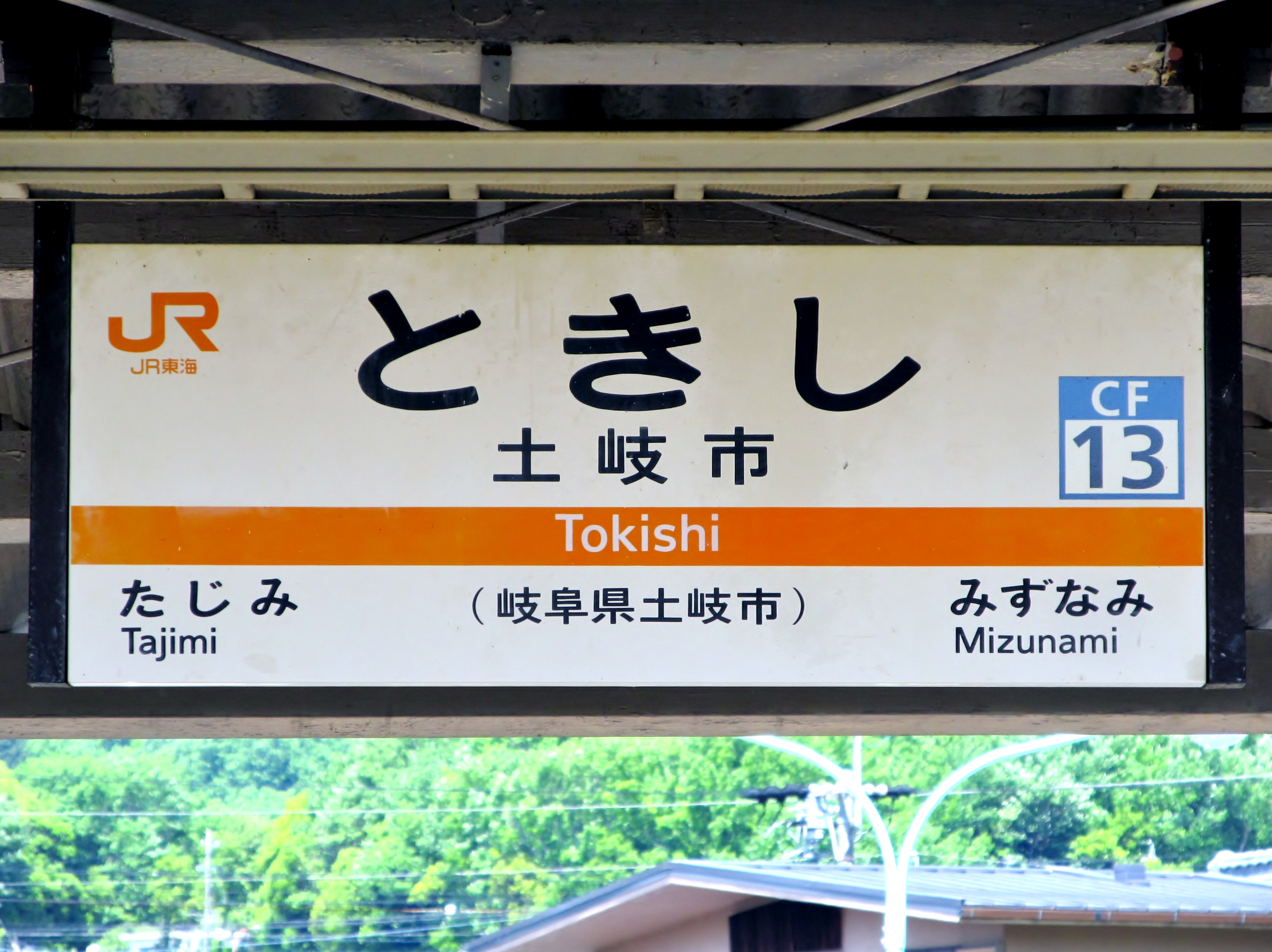
駅名標

## 利用状況
2020年（令和2年）度の1日平均乗車人員は3,882人である。
近年の1日平均乗車人員は以下の通りである。
| 年度               | 年間 乗車人員 | 1日平均 乗車人員 |
| ------------------ | ------------- | ---------------- |
| 2000年（平成12年） | 2,344,734     | 6,424            |
| 2001年（平成13年） | 2,269,980     | 6,219            |
| 2002年（平成14年） | 2,245,510     | 6,152            |
| 2003年（平成15年） | 2,204,269     | 6,023            |
| 2004年（平成16年） | 2,184,240     | 5,984            |
| 2005年（平成17年） | 2,201,051     | 6,030            |
| 2006年（平成18年） | 2,169,503     | 5,944            |
| 2007年（平成19年） | 2,160,438     | 5,903            |
| 2008年（平成20年） | 2,146,851     | 5,882            |
| 2009年（平成21年） | 2,087,985     | 5,721            |
| 2010年（平成22年） | 2,056,307     | 5,634            |
| 2011年（平成23年） | 2,049,592     | 5,600            |
| 2012年（平成24年） | 2,012,446     | 5,514            |
| 2013年（平成25年） | 2,039,946     | 5,589            |
| 2014年（平成26年） | 1,936,488     | 5,305            |
| 2015年（平成27年） | 1,954,411     | 5,340            |
| 2016年（平成28年） | 1,907,772     | 5,227            |
| 2017年（平成29年） | 1,912,479     | 5,240            |
| 2018年（平成30年） | 1,896,542     | 5,196            |
| 2019年（令和元年） | 1,842,600     | 5,034            |
| 2020年（令和02年） | 1,417,034     | 3,882            |

## 駅周辺
中心市街地が駅南側だが近年賑わいは駅北側の国道19号周辺に移っている。

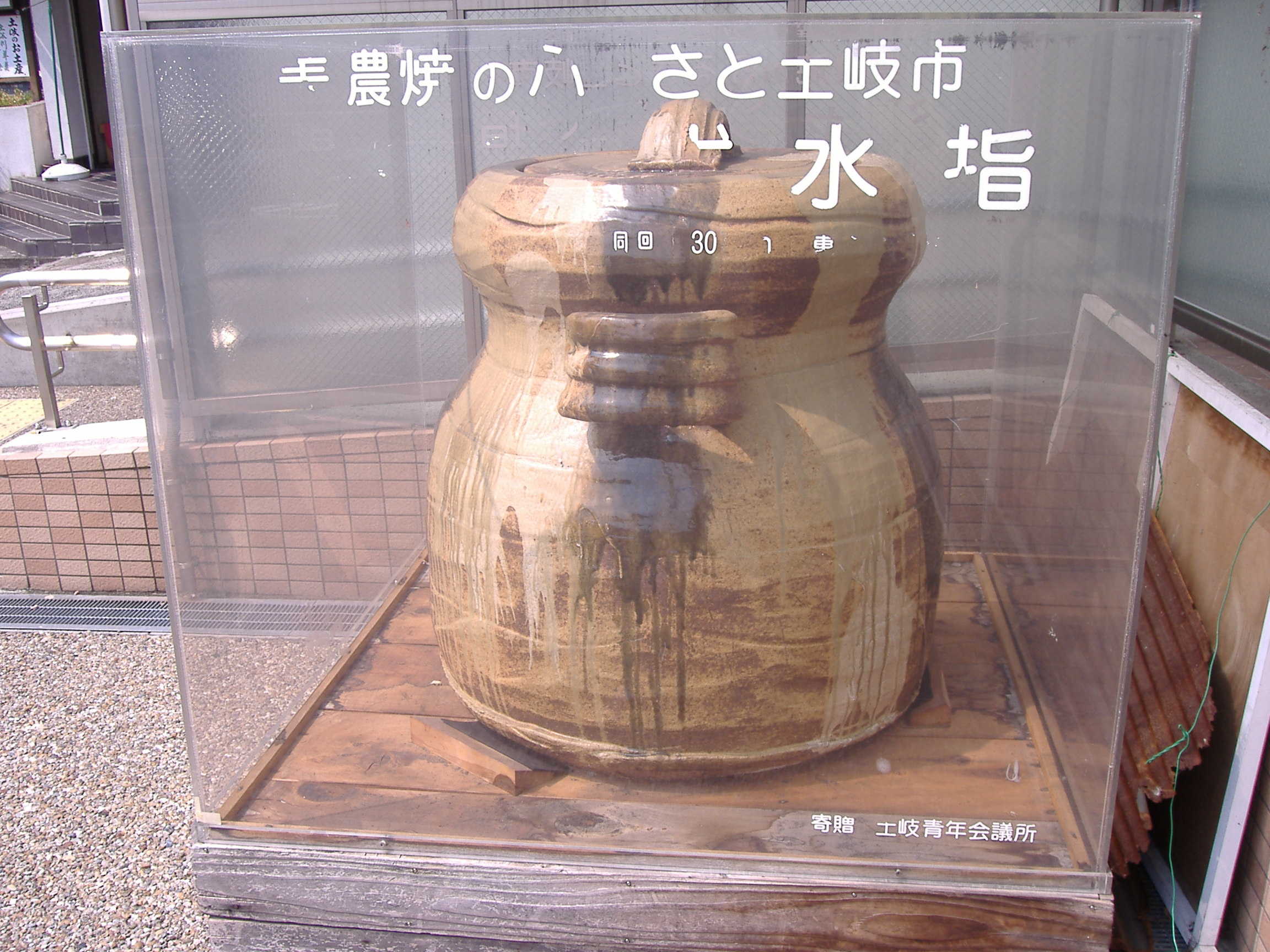
改札外にある巨大な美濃焼の水指「時雨」（2005年8月）

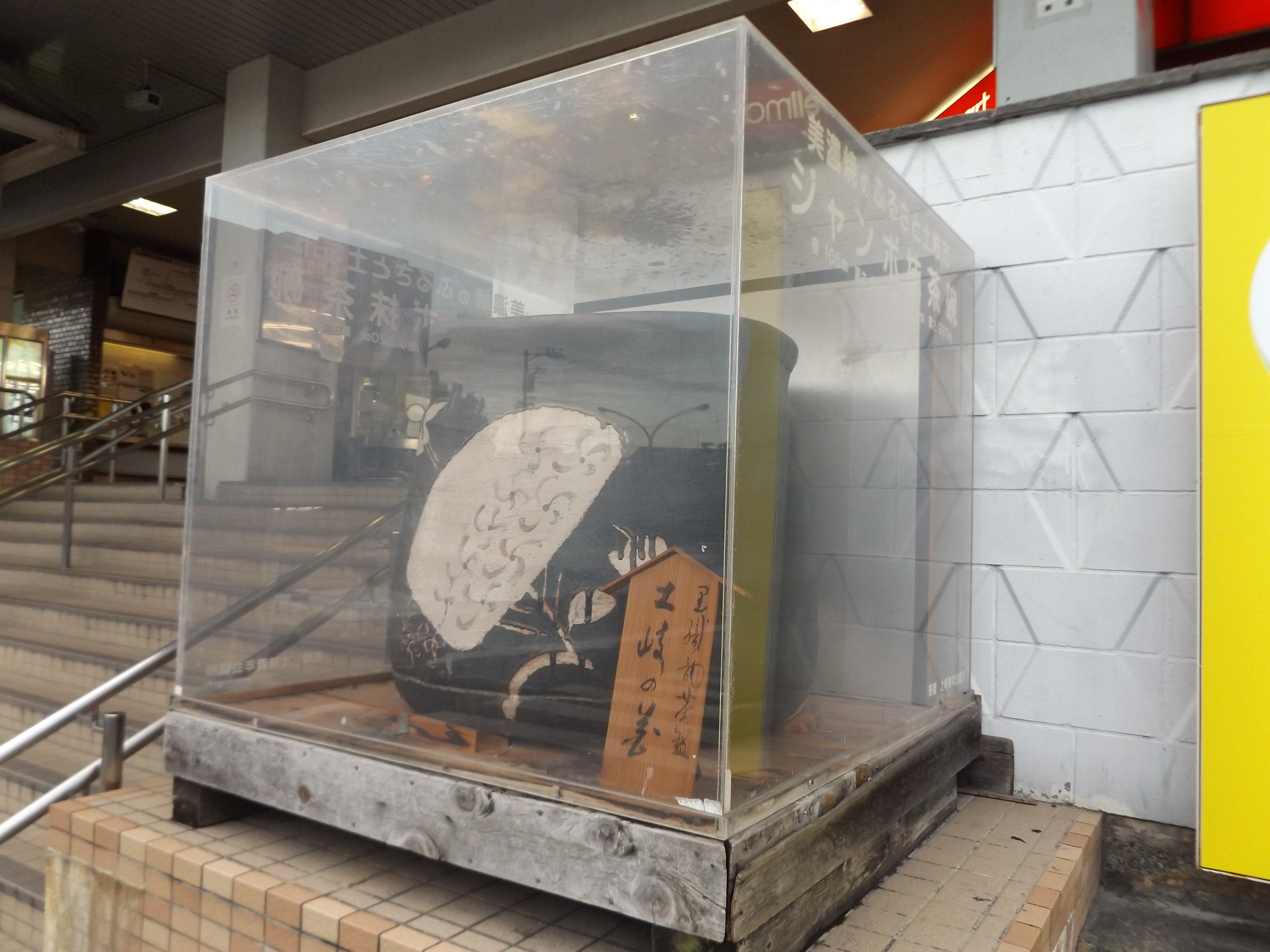
駅前にある巨大な美濃焼の抹茶碗（2015年8月）

駅前には、巨大な美濃焼の水指と抹茶碗が置かれている。
- 東濃鉄道バスのりば（駅前）
- 土岐市民バスのりば（駅前、駅裏）
- 土岐市役所
- 土岐市文化プラザ
- 土岐川
- 土岐市文化会館（パレオパラドキシアの展示など）
- 土岐市図書館
- 土岐市保健センター「すこやか館」
- セラトピア土岐
- 織部の里公園
  - 土岐市美濃陶磁歴史館
- 十六銀行土岐支店
- 大垣共立銀行土岐支店
- 東濃信用金庫 土岐市駅前支店
- 東濃信用金庫 泉支店
- 東濃信用金庫 土岐口支店
- 陶都信用農業協同組合 泉支店
- 陶都信用農業協同組合 土岐津支店
- 陶都信用農業協同組合　土岐口支店
- 土岐駅前郵便局
- バロー 三起屋店[注釈 3]
- 土岐市立泉中学校
- 土岐市立土岐津中学校
- 土岐市立泉小学校
- 土岐市立泉西小学校
- 土岐市立土岐津小学校
- 国道19号（土岐バイパス）
- 中央自動車道 土岐インターチェンジ
- 土岐ジャンクション
- ホテルルートイン土岐
- ファミリーロッジ旅籠屋・土岐店
- ラ・ムー 土岐店

## バス路線
- 東濃鉄道
  - 東濃フロンティア高校線（特別支援学校前・東濃フロンティア高校方面）
  - 肥田線（中肥田経由東駄知・旭ヶ丘方面）
  - 土岐＝下石＝東駄知線（総合病院前・下石貢経由土岐紅陵高校・東駄知方面）
  - 土岐＝妻木線（総合病院前・下石貢経由妻木上郷）
  - 土岐＝笠原線（下石貢・中原経由モザイクタイルミュージアム・笠原車庫前方面）
  - 土岐＝多治見線（イオンモール土岐経由多治見駅前方面）
  - 土岐西部丘陵線（土岐プレミアムアウトレット・イオンモール土岐方面）
- 土岐市民バス

かつては国道21号を経由し、鬼岩公園前、御嵩駅前、美濃太田駅方面へ向かう路線も存在した。

## 隣の駅
東海旅客鉄道（JR東海）
CF 中央本線
- 「ホームライナー瑞浪」停車駅

■快速・■区間快速・■普通
瑞浪駅 (CF14) - 土岐市駅 (CF13) - 多治見駅 (CF12)

### かつて存在した路線
東濃鉄道
駄知線
土岐市駅 - 神明口駅